# ماریو فراری
ماریو فراری (انگلیسی: Mario Ferrari؛ ‏ ۳ سپتامبر ۱۸۹۴ – ۲۸ ژوئن ۱۹۷۴) بازیگر اهل ایتالیا بود.
از فیلم‌هایی که وی در آن نقش داشته‌است، می‌توان به کنت آکوئیلا، ۱۸۶۰، سواره‌نظام، گذرنامه سرخ، ملکه اسکالا و آنتونیوی لیسبونی اشاره کرد.